# جورج کیکسون
جورج کیکسون (انگلیسی: George Cuckson; ۱۸۷۸ – ۱۳ اکتبر ۱۹۱۵) بازیکن فوتبال اهل پادشاهی متحد بریتانیای کبیر و ایرلند بود.
از باشگاه‌هایی که در آن بازی کرده‌است می‌توان به باشگاه فوتبال گینزبورو ترینیتی اشاره کرد.